# Mila und Ruslan – Mutiger als erlaubt
Mila und Ruslan – Mutiger als erlaubt (ukrainisch Викрадена принцеса: Руслан і Людмила Wykradena prynzessa: Ruslan i Ljudmyla) ist ein ukrainischer computeranimierter Kinofilm von Animagrad Animation Studio, der Ukrainian Film School und der Ukrainian State Film Agency. Der Regisseur war Oleh Malamusch. Der Film wurde am 7. März 2018 in der Ukraine veröffentlicht und basiert im Wesentlichen auf dem Gedicht Ruslan und Ljudmila von Alexander Puschkin.

## Handlung
Ruslan ist ein Vagabund und Künstler, der davon träumt, ein edler Ritter zu sein. Er wünscht sich, Prinzessinnen zu retten und böswillige Zauberer zu bekämpfen. Als er die Königstochter Mila trifft, entsteht eine Liebesbeziehung zwischen den beiden, weil er vorgibt ein edler Ritter zu sein. Aber ihr Glück währt nicht lange, denn der gerissene Magier Tschernomor, der alle 100 Jahre eine Prinzessin stehlen muss, um seine Zauberkraft und Macht zu erhalten, entführt Mila. Nicht wissend, dass Mila von adeliger Abstammung ist, möchte Ruslan sie retten und begibt sich in den Kampf mit dem böswilligen Zauberer Tschernomor. Dieser verwandelt sich in einen Drachen und sie liefern sich einen heftigen Zweikampf, bei dem Ruslan scheinbar stirbt. In Mila erwachsen daraufhin ungeahnte Kräfte, sie mischt sich in den Kampf ein und besiegt sämtliche noch vorhandenen Gegner, inklusive Tschernomor.
Mila trauert nun um den scheinbar verstorbenen Ruslan und sagt ihm, dass sie ihn für immer lieben würde. Der vormals feindlich gesonne Zauberer Finn entscheidet sich daraufhin, Ruslan wieder zum Leben zu erwecken. Im Abspann des Computeranimationsfilms wird gezeigt, dass Ruslan und Mila heiraten und nun ein glückliches Leben führen.

## Synchronisation
Die deutsche Synchronisation des Films übernahm die Mo Synchron GmbH in München, nach einem Dialogbuch von Peer Pfeiffer. Dialogregie führte Achim Geisler.
| Rolle                                    | Originalsprecher           | Deutscher Sprecher |
| ---------------------------------------- | -------------------------- | ------------------ |
| Ruslan                                   | Alexej Sawgorodni          | Tim Schwarzmaier   |
| Lyudmila (Original) / Mila (Deutschland) | Nadija Dorofjejewa         | Lea Kalbhenn       |
| Die Katze                                | Jurij Horbunow             | Walter von Hauff   |
| Farlaf                                   | Jewhen Gashenko            | Julian Manuel      |
| Fin                                      | Mykhailiuta Oleg Igorovych | Martin Bonvicini   |
| König Kyiv Volodymyr                     | Mykola Boklan              | Jacques Breuer     |
| Lester                                   | Sergey Pritula             | Maximilian Belle   |

## Veröffentlichung
Laut der Wochenzeitung Kyiv Post hat der Animationsfilm nur drei Wochen nach seiner Veröffentlichung in der Ukraine bereits fast 1,3 Millionen US-Dollar eingespielt. Insgesamt wollten fast 500.000 Menschen den Film seit seinem Erscheinen am 7. März 2018 sehen.
Damit hat der Film den ukrainischen Kassenrekord eingestellt und löste folglich das ukrainische Kriegsdrama Cyborgs ab, das in drei Monaten rund 876.000 US-Dollar einspielte.
Darüber hinaus wurde der Film in mehr als 50 Länder verkauft und wurde in Kiew, Odessa, Lwiw und Lutsk in englischer Sprache gespielt.
Laut dem Produzenten Jehor Olessow wäre mit Mila und Ruslan das ukrainische Kino „nach fast 20 Jahren der Stagnation und des Hinterherhinkens hinter modernen Trends“ wiedergeboren.

## Budget
Gedreht mit einem Filmbudget von 95 Millionen UAH, spielte der Film weltweit 2.467.850 US-Dollar ein. Etwa 20 Prozent des Budgets wurden von staatlichen Stellen finanziert.